# عادل سميث
عادل سميث (9 مارس 1960 – 22 أغسطس 2014)، اسمه الأصلي إميليو سميث، ولد في الإسكندرية في مصر، وهو مصري إيطالي، كان مسيحيًا ثم أصبح مسلمًا وغير اسمه إلى "عادل"، أصله من مدينة نابولي الإيطالية، أبوه مهندس اسكتلندي، وأمه مصرية. انتقلوا إلى إيطاليا وهو طفل، وعمل في وقت لاحق كمترجم لغة عربية للسياح في روما. نشأ كاثوليكي، ثم تحول إلى الإسلام. ثم انتقل إلى ألبانيا, قبل أن يعود إلى إيطاليا ويستقر في قرية أوفينا.
أسس عادل سميث الاتحاد الإيطالي المسلمين (Unione dei musulmani d'Italia)، كان لاحقًا ضيفًا دائمًا على وسائل الإعلام الإيطالية، ووُصف بأنه يهاجم الحضارة الغربية والمسيحية. في عام 2001 أسس الحزب الإسلامي الإيطالي (Partito Islamico Italiano).
دخل في سجال من القضايا بسبب عدة تصريحات، اتهم بالإساءة للديانة الكاثوليكية في عام 2006 وحكم عليه بالسجن لمدة ثمانية أشهر في السجن. وفي أبريل 2004 رفع قضية لمقاضاة الكاتبة أوريانا فالاتشي باعتبار كتابها "قوة العقل" مسيء للإسلام. وفي عام 2011 وحكم عليه بالسجن لمدة خمس سنوات في السجن في قضايا شيكات.
توفي في 22 أغسطس 2014 في سن 54 في لاكويلا.